# سكالا فوركاس (هالكيديكي)
سكالا فوركاس (Σκάλα Φούρκας) هي مدينة في هالكيديكي في مقاطعة فوريا إلادا في اليونان.